# Aan U, o Koning der eeuwen

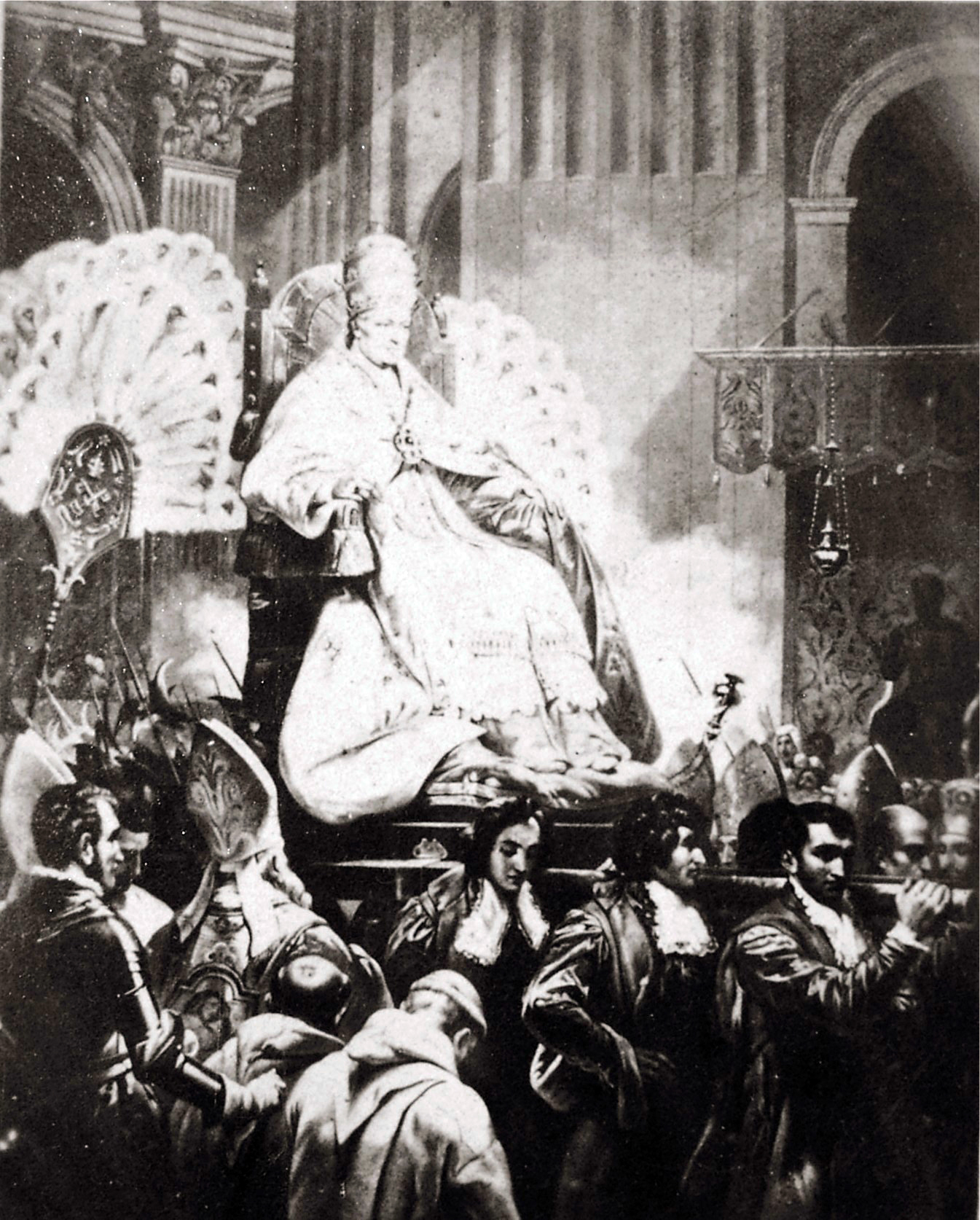
Paus Pius IX

Aan U, O Koning der Eeuwen is een Nederlandse rooms-katholieke hymne die lange tijd  - met name tijdens de periode van het Rijke Roomse Leven - populariteit genoot binnen de Nederlandse kerkprovincie. 

## Achtergrond
Het lied is de aanhef van de zogenaamde Pius Cantate van de Nederlandse priester-dichter-politicus Herman Schaepman, die op muziek gezet werd door Johannes Verhulst. Deze Pius Cantate was bedoeld als een ode aan paus Pius IX en werd geschreven in 1871, even nadat Pius IX de Kerkelijke Staat verloren had zien gaan in het eenheidsstreven van de Italiaanse Staten. Het lied is geen lofzang op Christus. Het hoogfeest Christus Koning werd pas in 1925 door Pius XI ingesteld. Het lied is geschreven ter ere van paus Pius IX. Het lied wordt nog wel eens gezongen op het Hoogfeest van Christus Koning, de laatste zondag van het kerkelijk jaar, en tijdens processies. In vroeger dagen werd het lied ook uitgevoerd bij andere bijeenkomsten van de Katholieke zuil. 
In zijn De man met de witte das verhaalt Godfried Bomans hoe hij als jongetje eens een bijeenkomst bijwoonde van de Roomsch-Katholieke Staatspartij, waar zijn vader die avond zou spreken. Aangezien bij binnenkomst van zijn vader het Aan U, O Koning der Eeuwen werd aangeheven, meende hij dat dit lied op zijn vader betrekking had.

## Tekst

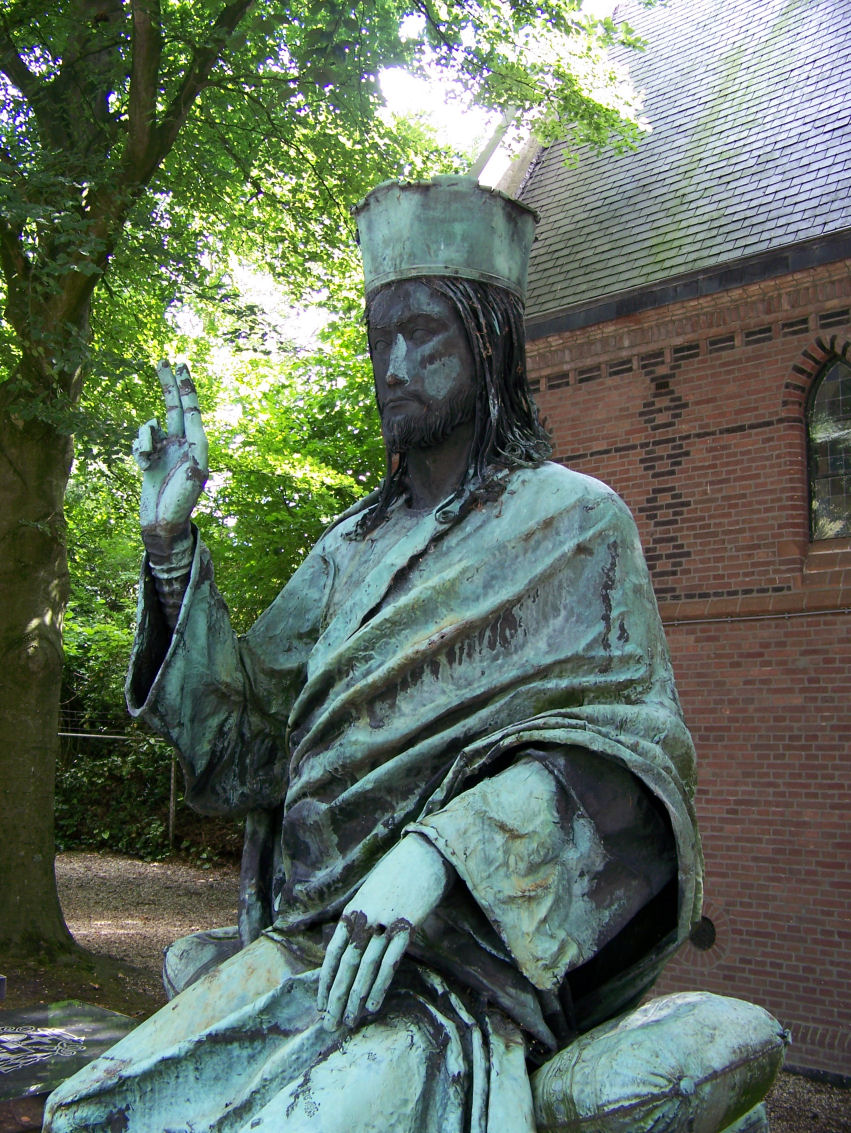
Christus Koning; beeld op de Rooms-katholieke Begraafplaats in Groningen

Aan U, o Koning der eeuwen,
aan U blijft de zegekroon.
Onsterf'lijk schittert Uw glorie
door alle haat en hoon!
De volkeren verdwijnen,
maar luider klinkt het lied:
De wereldzon blijft schijnen,
haar glanzen sterven niet!
Hoor! Juub'lend naderen d'eeuwen
met psalmen vol hoger gloed,
in brede koren weerklinken
de Koning huld' en groet!
Hoe schateren hun zangen,
langs aard' en luchtgebied:
De Koning aller ere
zij leven, liefd' en lied!